# I liga argentyńska w piłce nożnej (1927)
Mistrzem Argentyny w roku 1927 został klub San Lorenzo de Almagro, natomiast tytuł wicemistrza Argentyny zdobył klub Boca Juniors. Do drugiej ligi nikt nie spadł. Z drugiej ligi awansowały dwa kluby – Club El Porvenir i Club Argentino de Banfield. Liga została zwiększona z 34 do 36 klubów.
Z połączenia federacji Asociación Argentina de Football i Asociación Amateurs de Football powstała federacja Asociación Amateurs Argentina de Football. Do nowej I ligi nie dostały się następujące kluby występujące dotąd w I lidze w ramach federacji Asociación Argentina de Football: CA Alvear, Club Argentino de Banfield, Boca Alumni Buenos Aires, Del Plata Buenos Aires, General San Martín Buenos Aires, Palermo Buenos Aires, Club Progresista, Sportivo Balcarce Buenos Aires, Sportivo Dock Sud, Sportsman Buenos Aires oraz Universal Buenos Aires. Zakończył się siedmioletni okres podziału w futbolu argentyńskim.

## Primera División

### Kolejka 1
| Data          | Mecz                                                                                               |
| ------------- | -------------------------------------------------------------------------------------------------- |
| 19 marca 1927 | Sportivo Barracas Buenos Aires – CA Tigre 1:0                                                      |
| 19 marca 1927 | San Isidro Buenos Aires – Gimnasia y Esgrima La Plata 3:2                                          |
| 19 marca 1927 | CA Platense – Chacarita Juniors 2:1                                                                |
| 19 marca 1927 | Liberal Argentino Buenos Aires – Club Atlético Lanús 0:1                                           |
| 19 marca 1927 | CA Banfield – Talleres Remedios de Escalada 1:2 punkty przyznano klubowi Banfield                  |
| 19 marca 1927 | Argentino del Sud Buenos Aires – Argentinos Juniors 0:1                                            |
| 19 marca 1927 | Atlanta Buenos Aires – Defensores de Belgrano Buenos Aires 1:3                                     |
| 19 marca 1927 | Estudiantes La Plata – Ferro Carril Oeste 0:1                                                      |
| 19 marca 1927 | San Fernando Buenos Aires – Barracas Central Buenos Aires 3:3                                      |
| 19 marca 1927 | Estudiantil Porteño Buenos Aires – CA Huracán 0:1                                                  |
| 19 marca 1927 | Independiente – Excursionistas Buenos Aires 3:0                                                    |
| 19 marca 1927 | Boca Juniors – Almagro Buenos Aires 1:0 Eulogio Echeverría                                         |
| 19 marca 1927 | Quilmes Athletic Buenos Aires – River Plate 2:1 ?, ? – Fernández                                   |
| 19 marca 1927 | CS Palermo – Argentino de CA Argentino de Quilmes 2:4 ?, ? – A. Trujillo (2), S. Abella, P. Maseda |
| 19 marca 1927 | CA Estudiantes – Sportivo Buenos Aires 0:3                                                         |
| 19 marca 1927 | Porteño Buenos Aires – Racing Club de Avellaneda 0:3                                               |
| 19 marca 1927 | San Lorenzo de Almagro – CA Vélez Sarsfield 5:0                                                    |

### Kolejka 2
| Data            | Mecz |
| --------------- | --- |
| 27 marca 1927   | CA Vélez Sarsfield – Sportivo Barracas Buenos Aires 1:2                                                 |
| 27 marca 1927   | Racing Club de Avellaneda – San Lorenzo de Almagro 1:2 ? – Pedro de Sarrasqueta, Alfredo Carricaberry   |
| 27 marca 1927   | Sportivo Buenos Aires – Porteño Buenos Aires 2:1                                                        |
| 27 marca 1927   | Argentino de CA Argentino de Quilmes – CA Estudiantes 1:1                                               |
| 27 marca 1927   | River Plate – CS Palermo 2:0 Oliva, Granara Costa                                                       |
| 27 marca 1927   | Excursionistas Buenos Aires – Boca Juniors 2:2 Ricotti, Galeano – Eulogia Echeverría, Domingo Tarasconi |
| 27 marca 1927   | CA Huracán – Independiente 2:0                                                                          |
| 27 marca 1927   | San Fernando Buenos Aires – Estudiantil Porteño Buenos Aires 0:1                                        |
| 27 marca 1927   | Ferro Carril Oeste – Atlanta Buenos Aires 3:1                                                           |
| 27 marca 1927   | Defensores de Belgrano Buenos Aires – Argentino del Sud Buenos Aires 0:2                                |
| 27 marca 1927   | Argentinos Juniors – CA Banfield 1:0                                                                    |
| 27 marca 1927   | Talleres Remedios de Escalada – Liberal Argentino Buenos Aires 2:0                                      |
| 27 marca 1927   | Club Atlético Lanús – CA Platense 2:0                                                                   |
| 27 marca 1927   | Chacarita Juniors – San Isidro Buenos Aires 4:1                                                         |
| 27 marca 1927   | Gimnasia y Esgrima La Plata – CA Tigre 2:1                                                              |
| 8 grudnia 1927  | Barracas Central Buenos Aires – Estudiantes La Plata 2:2                                                |
| 18 grudnia 1927 | Almagro Buenos Aires – Quilmes Athletic Buenos Aires 3:0                                                |

### Kolejka 3
| Data            | Mecz |
| --------------- | --- |
| 3 kwietnia 1927 | Sportivo Barracas Buenos Aires – Gimnasia y Esgrima La Plata 4:3                                         |
| 3 kwietnia 1927 | CA Tigre – Chacarita Juniors 1:4                                                                         |
| 3 kwietnia 1927 | San Isidro Buenos Aires – Club Atlético Lanús 1:3 mecz przerwany – nie został dokończony                 |
| 3 kwietnia 1927 | CA Platense – Talleres Remedios de Escalada 1:0                                                          |
| 3 kwietnia 1927 | Liberal Argentino Buenos Aires – Argentinos Juniors 0:1                                                  |
| 3 kwietnia 1927 | CA Banfield – Defensores de Belgrano Buenos Aires 2:0                                                    |
| 3 kwietnia 1927 | Argentino del Sud Buenos Aires – Ferro Carril Oeste 1:1                                                  |
| 3 kwietnia 1927 | Atlanta Buenos Aires – Barracas Central Buenos Aires 4:1                                                 |
| 3 kwietnia 1927 | Estudiantes La Plata – Estudiantil Porteño Buenos Aires 4:2                                              |
| 3 kwietnia 1927 | Independiente – San Fernando Buenos Aires 2:1                                                            |
| 3 kwietnia 1927 | Boca Juniors – CA Huracán 1:1 Manuel Fleitas Solich – Chiessa                                            |
| 3 kwietnia 1927 | Quilmes Athletic Buenos Aires – Excursionistas Buenos Aires 2:0                                          |
| 3 kwietnia 1927 | CS Palermo – Almagro Buenos Aires 0:1                                                                    |
| 3 kwietnia 1927 | CA Estudiantes – River Plate 0:4 Fernández (2), Peniche (2)                                              |
| 3 kwietnia 1927 | Porteño Buenos Aires – Argentino de CA Argentino de Quilmes 1:4 ? – P. Maseda (2), S. Abella, L. Rimassa |
| 3 kwietnia 1927 | San Lorenzo de Almagro – Sportivo Buenos Aires 3:1 Alfredo Carricaberry (2), Juan Maglio – ?             |
| 3 kwietnia 1927 | CA Vélez Sarsfield – Racing Club de Avellaneda 2:1                                                       |

### Kolejka 4
| Data             | Mecz |
| ---------------- | --- |
| 10 kwietnia 1927 | Racing Club de Avellaneda – Sportivo Barracas Buenos Aires 1:0                                                       |
| 10 kwietnia 1927 | Sportivo Buenos Aires – CA Vélez Sarsfield 3:0                                                                       |
| 10 kwietnia 1927 | Argentino de CA Argentino de Quilmes – San Lorenzo de Almagro 0:1 Alfio Foresto                                      |
| 10 kwietnia 1927 | Almagro Buenos Aires – CA Estudiantes 5:1                                                                            |
| 10 kwietnia 1927 | Excursionistas Buenos Aires – CS Palermo 0:2                                                                         |
| 10 kwietnia 1927 | CA Huracán – Quilmes Athletic Buenos Aires 3:1                                                                       |
| 10 kwietnia 1927 | San Fernando Buenos Aires – Boca Juniors 2:4 Luppo (2) – Domingo Tarasconi k, Eulogio Echeverría (2), Roberto Cherro |
| 10 kwietnia 1927 | Estudiantes La Plata – Independiente 2:2                                                                             |
| 10 kwietnia 1927 | Estudiantil Porteño Buenos Aires – Atlanta Buenos Aires 1:1                                                          |
| 10 kwietnia 1927 | Barracas Central Buenos Aires – Argentino del Sud Buenos Aires 1:3                                                   |
| 10 kwietnia 1927 | Ferro Carril Oeste – CA Banfield 1:1                                                                                 |
| 10 kwietnia 1927 | Defensores de Belgrano Buenos Aires – Liberal Argentino Buenos Aires 1:1                                             |
| 10 kwietnia 1927 | Argentinos Juniors – CA Platense 1:3                                                                                 |
| 10 kwietnia 1927 | Talleres Remedios de Escalada – San Isidro Buenos Aires 1:1                                                          |
| 10 kwietnia 1927 | Club Atlético Lanús – CA Tigre 3:1                                                                                   |
| 10 kwietnia 1927 | Chacarita Juniors – Gimnasia y Esgrima La Plata 0:0                                                                  |
| 14 kwietnia 1927 | River Plate – Porteño Buenos Aires 1:0 Cacopardo s                                                                   |

### Kolejka 5
| Data             | Mecz                                                                     |
| ---------------- | ------------------------------------------------------------------------ |
| 17 kwietnia 1927 | Sportivo Barracas Buenos Aires – Chacarita Juniors 1:4                   |
| 17 kwietnia 1927 | Gimnasia y Esgrima La Plata – Club Atlético Lanús 2:1                    |
| 17 kwietnia 1927 | CA Tigre – Talleres Remedios de Escalada 0:0                             |
| 17 kwietnia 1927 | San Isidro Buenos Aires – Argentinos Juniors 0:0                         |
| 17 kwietnia 1927 | CA Platense – Defensores de Belgrano Buenos Aires 1:0                    |
| 17 kwietnia 1927 | Liberal Argentino Buenos Aires – Ferro Carril Oeste 2:2                  |
| 17 kwietnia 1927 | CA Banfield – Barracas Central Buenos Aires 2:1                          |
| 17 kwietnia 1927 | Argentino del Sud Buenos Aires – Estudiantil Porteño Buenos Aires 4:2    |
| 17 kwietnia 1927 | Atlanta Buenos Aires – Independiente 2:0                                 |
| 17 kwietnia 1927 | Boca Juniors – Estudiantes La Plata 1:1 Manuel Fleitas Solich – Irurieta |
| 17 kwietnia 1927 | Quilmes Athletic Buenos Aires – San Fernando Buenos Aires 4:0            |
| 17 kwietnia 1927 | CS Palermo – CA Huracán 2:2                                              |
| 17 kwietnia 1927 | CA Estudiantes – Excursionistas Buenos Aires 0:0                         |
| 17 kwietnia 1927 | Porteño Buenos Aires – Almagro Buenos Aires 0:3                          |
| 17 kwietnia 1927 | San Lorenzo de Almagro – River Plate 1:1 Lindolfo Acosta – Peniche       |
| 17 kwietnia 1927 | CA Vélez Sarsfield – Argentino de CA Argentino de Quilmes 1:1            |
| 17 kwietnia 1927 | Racing Club de Avellaneda – Sportivo Buenos Aires 4:2                    |

### Kolejka 6
| Data             | Mecz |
| ---------------- | --- |
| 24 kwietnia 1927 | Sportivo Buenos Aires – Sportivo Barracas Buenos Aires 1:2                                                             |
| 24 kwietnia 1927 | Argentino de CA Argentino de Quilmes – Racing Club de Avellaneda 3:1 A. Trujillo (2), A. González – ?                  |
| 24 kwietnia 1927 | River Plate – CA Vélez Sarsfield 2:0 Fernández, Peniche                                                                |
| 24 kwietnia 1927 | Almagro Buenos Aires – San Lorenzo de Almagro 0:1 Pedro de Sarrasqueta                                                 |
| 24 kwietnia 1927 | Excursionistas Buenos Aires – Porteño Buenos Aires 2:1                                                                 |
| 24 kwietnia 1927 | CA Huracán – CA Estudiantes 2:0                                                                                        |
| 24 kwietnia 1927 | San Fernando Buenos Aires – CS Palermo 0:4                                                                             |
| 24 kwietnia 1927 | Estudiantes La Plata – Quilmes Athletic Buenos Aires 0:1                                                               |
| 24 kwietnia 1927 | Atlanta Buenos Aires – Boca Juniors 2:5 Nappi, Yacachurry – Domingo Tarasconi (3, 2k), Antonio Cerroti, Roberto Cherro |
| 24 kwietnia 1927 | Independiente – Argentino del Sud Buenos Aires 2:0                                                                     |
| 24 kwietnia 1927 | Estudiantil Porteño Buenos Aires – CA Banfield 0:1                                                                     |
| 24 kwietnia 1927 | Barracas Central Buenos Aires – Liberal Argentino Buenos Aires 1:0                                                     |
| 24 kwietnia 1927 | Ferro Carril Oeste – CA Platense 0:0                                                                                   |
| 24 kwietnia 1927 | Defensores de Belgrano Buenos Aires – San Isidro Buenos Aires 2:3                                                      |
| 24 kwietnia 1927 | Argentinos Juniors – CA Tigre 1:0                                                                                      |
| 24 kwietnia 1927 | Talleres Remedios de Escalada – Gimnasia y Esgrima La Plata 0:0                                                        |
| 24 kwietnia 1927 | Club Atlético Lanús – Chacarita Juniors 1:1                                                                            |

### Kolejka 7
| Data        | Mecz |
| ----------- | --- |
| 1 maja 1927 | Sportivo Barracas Buenos Aires – Club Atlético Lanús 0:1                                                |
| 1 maja 1927 | Chacarita Juniors – Talleres Remedios de Escalada 1:1                                                   |
| 1 maja 1927 | Gimnasia y Esgrima La Plata – Argentinos Juniors 1:0                                                    |
| 1 maja 1927 | CA Tigre – Defensores de Belgrano Buenos Aires 0:2                                                      |
| 1 maja 1927 | San Isidro Buenos Aires – Ferro Carril Oeste 1:4                                                        |
| 1 maja 1927 | CA Platense – Barracas Central Buenos Aires 0:4                                                         |
| 1 maja 1927 | Liberal Argentino Buenos Aires – Estudiantil Porteño Buenos Aires 1:3                                   |
| 1 maja 1927 | CA Banfield – Independiente 2:1                                                                         |
| 1 maja 1927 | Argentino del Sud Buenos Aires – Boca Juniors 0:1 Roberto Olmo                                          |
| 1 maja 1927 | Quilmes Athletic Buenos Aires – Atlanta Buenos Aires 2:0                                                |
| 1 maja 1927 | CS Palermo – Estudiantes La Plata 6:1                                                                   |
| 1 maja 1927 | CA Estudiantes – San Fernando Buenos Aires 2:1                                                          |
| 1 maja 1927 | Porteño Buenos Aires – CA Huracán 1:5                                                                   |
| 1 maja 1927 | San Lorenzo de Almagro – Excursionistas Buenos Aires 3:0 Pedro de Sarrasqueta, Alfredo Carricaberry (2) |
| 1 maja 1927 | Racing Club de Avellaneda – River Plate 2:0                                                             |
| 1 maja 1927 | Sportivo Buenos Aires – Argentino de CA Argentino de Quilmes 1:0                                        |

### Kolejka 8
| Data            | Mecz                                                                                                  |
| --------------- | --- |
| 8 maja 1927     | Argentino de CA Argentino de Quilmes – Sportivo Barracas Buenos Aires 1:0 Cherro s                    |
| 8 maja 1927     | River Plate – Sportivo Buenos Aires 1:1 González – ?                                                  |
| 8 maja 1927     | Almagro Buenos Aires – Racing Club de Avellaneda 0:2                                                  |
| 8 maja 1927     | Excursionistas Buenos Aires – CA Vélez Sarsfield 0:1 mecz przerwany – dokończony 25 grudnia 1927 roku |
| 8 maja 1927     | CA Huracán – San Lorenzo de Almagro 1:2 Loizo – Enrique Monti k, Alfredo Carricaberry                 |
| 8 maja 1927     | San Fernando Buenos Aires – Porteño Buenos Aires 7:1                                                  |
| 8 maja 1927     | Estudiantes La Plata – CA Estudiantes 1:0                                                             |
| 8 maja 1927     | Atlanta Buenos Aires – CS Palermo 2:2 mecz przerwany – nie został dokończony                          |
| 8 maja 1927     | Argentino del Sud Buenos Aires – Quilmes Athletic Buenos Aires 0:2                                    |
| 8 maja 1927     | Boca Juniors – CA Banfield 6:0 Domingo Tarasconi (5), Antonio Cerroti                                 |
| 8 maja 1927     | Independiente – Liberal Argentino Buenos Aires 1:0                                                    |
| 8 maja 1927     | Estudiantil Porteño Buenos Aires – CA Platense 0:0 mecz przerwany – dokończony 25 grudnia 1927 roku   |
| 8 maja 1927     | Barracas Central Buenos Aires – San Isidro Buenos Aires 2:0                                           |
| 8 maja 1927     | Ferro Carril Oeste – CA Tigre 2:1                                                                     |
| 8 maja 1927     | Defensores de Belgrano Buenos Aires – Gimnasia y Esgrima La Plata 2:0                                 |
| 8 maja 1927     | Argentinos Juniors – Chacarita Juniors 2:3                                                            |
| 8 maja 1927     | Talleres Remedios de Escalada – Club Atlético Lanús 0:2                                               |
| 25 grudnia 1927 | CA Vélez Sarsfield – Excursionistas Buenos Aires 3:2                                                  |
| 25 grudnia 1927 | Estudiantil Porteño Buenos Aires – CA Platense 1:1                                                    |

### Kolejka 9
| Data         | Mecz                                                                                       |
| ------------ | ------------------------------------------------------------------------------------------ |
| 15 maja 1927 | Sportivo Barracas Buenos Aires – Talleres Remedios de Escalada 1:1                         |
| 15 maja 1927 | Club Atlético Lanús – Argentinos Juniors 2:0                                               |
| 15 maja 1927 | Chacarita Juniors – Defensores de Belgrano Buenos Aires 0:1                                |
| 15 maja 1927 | Gimnasia y Esgrima La Plata – Ferro Carril Oeste 0:0                                       |
| 15 maja 1927 | CA Tigre – Barracas Central Buenos Aires 0:4                                               |
| 15 maja 1927 | San Isidro Buenos Aires – Estudiantil Porteño Buenos Aires 4:2                             |
| 15 maja 1927 | CA Platense – Independiente 0:2                                                            |
| 15 maja 1927 | Liberal Argentino Buenos Aires – Boca Juniors 0:0 mecz przerwany – nie został dokończony   |
| 15 maja 1927 | CA Banfield – Quilmes Athletic Buenos Aires 1:2                                            |
| 15 maja 1927 | CS Palermo – Argentino del Sud Buenos Aires 2:0                                            |
| 15 maja 1927 | CA Estudiantes – Atlanta Buenos Aires 0:2                                                  |
| 15 maja 1927 | Porteño Buenos Aires – Estudiantes La Plata 1:6                                            |
| 15 maja 1927 | San Lorenzo de Almagro – San Fernando Buenos Aires 5:1                                     |
| 15 maja 1927 | CA Vélez Sarsfield – CA Huracán 1:1                                                        |
| 15 maja 1927 | Racing Club de Avellaneda – Excursionistas Buenos Aires 5:0                                |
| 15 maja 1927 | Sportivo Buenos Aires – Almagro Buenos Aires 0:1                                           |
| 15 maja 1927 | Argentino de CA Argentino de Quilmes – River Plate 3:1 P. Maseda (2), A. Trujillo – Gondar |

### Kolejka 10
| Data         | Mecz                                                               |
| ------------ | ------------------------------------------------------------------ |
| 22 maja 1927 | River Plate – Sportivo Barracas Buenos Aires 1:1 Peniche – ?       |
| 22 maja 1927 | Almagro Buenos Aires – Argentino de CA Argentino de Quilmes 1:1    |
| 22 maja 1927 | Excursionistas Buenos Aires – Sportivo Buenos Aires 3:2            |
| 22 maja 1927 | CA Huracán – Racing Club de Avellaneda 0:0                         |
| 22 maja 1927 | San Fernando Buenos Aires – CA Vélez Sarsfield 3:0                 |
| 22 maja 1927 | Estudiantes La Plata – San Lorenzo de Almagro 0:2                  |
| 22 maja 1927 | Atlanta Buenos Aires – Porteño Buenos Aires 3:1                    |
| 22 maja 1927 | Argentino del Sud Buenos Aires – CA Estudiantes 1:3                |
| 22 maja 1927 | CA Banfield – CS Palermo 1:2                                       |
| 22 maja 1927 | Quilmes Athletic Buenos Aires – Liberal Argentino Buenos Aires 2:3 |
| 22 maja 1927 | Boca Juniors – CA Platense 0:0                                     |
| 22 maja 1927 | Independiente – San Isidro Buenos Aires 5:2                        |
| 22 maja 1927 | Estudiantil Porteño Buenos Aires – CA Tigre 4:0                    |
| 22 maja 1927 | Barracas Central Buenos Aires – Gimnasia y Esgrima La Plata 1:4    |
| 22 maja 1927 | Ferro Carril Oeste – Chacarita Juniors 2:2                         |
| 22 maja 1927 | Defensores de Belgrano Buenos Aires – Club Atlético Lanús 1:2      |
| 22 maja 1927 | Argentinos Juniors – Talleres Remedios de Escalada 2:1             |

### Kolejka 11
| Data         | Mecz |
| ------------ | --- |
| 29 maja 1927 | Sportivo Barracas Buenos Aires – Argentinos Juniors 1:1                                                                   |
| 29 maja 1927 | Talleres Remedios de Escalada – Defensores de Belgrano Buenos Aires 3:1                                                   |
| 29 maja 1927 | Club Atlético Lanús – Ferro Carril Oeste 0:0 mecz przerwany – punkty przyznano klubowi Lanús                              |
| 29 maja 1927 | Chacarita Juniors – Barracas Central Buenos Aires 4:1                                                                     |
| 29 maja 1927 | Gimnasia y Esgrima La Plata – Estudiantil Porteño Buenos Aires 4:2                                                        |
| 29 maja 1927 | CA Tigre – Independiente 1:4                                                                                              |
| 29 maja 1927 | San Isidro Buenos Aires – Boca Juniors 1:6 Bencardini – Roberto Cherro (4), Julio Bisio (2)                               |
| 29 maja 1927 | CA Platense – Quilmes Athletic Buenos Aires 0:5                                                                           |
| 29 maja 1927 | Liberal Argentino Buenos Aires – CS Palermo 0:0                                                                           |
| 29 maja 1927 | CA Estudiantes – CA Banfield 2:1                                                                                          |
| 29 maja 1927 | Porteño Buenos Aires – Argentino del Sud Buenos Aires 0:1                                                                 |
| 29 maja 1927 | San Lorenzo de Almagro – Atlanta Buenos Aires 5:1 Luis Monti (2), Pedro de Sarrasqueta (2), Alfredo Carricaberry – ?      |
| 29 maja 1927 | CA Vélez Sarsfield – Estudiantes La Plata 1:1                                                                             |
| 29 maja 1927 | Racing Club de Avellaneda – San Fernando Buenos Aires 2:2                                                                 |
| 29 maja 1927 | Sportivo Buenos Aires – CA Huracán 1:0                                                                                    |
| 29 maja 1927 | Argentino de CA Argentino de Quilmes – Excursionistas Buenos Aires 3:2 C. R. González, P. Maseda, Alfredo Trujillo – ?, ? |
| 29 maja 1927 | River Plate – Almagro Buenos Aires 0:0                                                                                    |

### Kolejka 12
| Data            | Mecz                                                                                           |
| --------------- | ---------------------------------------------------------------------------------------------- |
| 5 czerwca 1927  | Almagro Buenos Aires – Sportivo Barracas Buenos Aires 2:0                                      |
| 5 czerwca 1927  | Excursionistas Buenos Aires – River Plate 0:1 Fernández                                        |
| 5 czerwca 1927  | CA Huracán – Argentino de CA Argentino de Quilmes 1:0                                          |
| 5 czerwca 1927  | San Fernando Buenos Aires – Sportivo Buenos Aires 2:0                                          |
| 5 czerwca 1927  | Estudiantes La Plata – Racing Club de Avellaneda 2:1                                           |
| 5 czerwca 1927  | Argentino del Sud Buenos Aires – San Lorenzo de Almagro 0:3 Lindolfo Acosta (2), Alfio Foresto |
| 5 czerwca 1927  | CA Banfield – Porteño Buenos Aires 2:1                                                         |
| 5 czerwca 1927  | Liberal Argentino Buenos Aires – CA Estudiantes 1:0                                            |
| 5 czerwca 1927  | CS Palermo – CA Platense 0:1                                                                   |
| 5 czerwca 1927  | Boca Juniors – CA Tigre 4:0 Domingo Tarasconi, Julio Bisio (2), Roberto Cherro                 |
| 5 czerwca 1927  | Independiente – Gimnasia y Esgrima La Plata 1:0                                                |
| 5 czerwca 1927  | Estudiantil Porteño Buenos Aires – Chacarita Juniors 0:3                                       |
| 5 czerwca 1927  | Barracas Central Buenos Aires – Club Atlético Lanús 1:1                                        |
| 5 czerwca 1927  | Ferro Carril Oeste – Talleres Remedios de Escalada 1:0                                         |
| 5 czerwca 1927  | Defensores de Belgrano Buenos Aires – Argentinos Juniors 1:3                                   |
| 16 czerwca 1927 | Quilmes Athletic Buenos Aires – San Isidro Buenos Aires 3:1                                    |
| 1 stycznia 1928 | Atlanta Buenos Aires – CA Vélez Sarsfield 2:1                                                  |

### Kolejka 13
| Data            | Mecz                                                                                        |
| --------------- | ------------------------------------------------------------------------------------------- |
| 12 czerwca 1927 | Sportivo Barracas Buenos Aires – Defensores de Belgrano Buenos Aires 2:1                    |
| 12 czerwca 1927 | Argentinos Juniors – Ferro Carril Oeste 1:2                                                 |
| 12 czerwca 1927 | Talleres Remedios de Escalada – Barracas Central Buenos Aires 1:1                           |
| 12 czerwca 1927 | Club Atlético Lanús – Estudiantil Porteño Buenos Aires 4:0                                  |
| 12 czerwca 1927 | Chacarita Juniors – Independiente 2:1                                                       |
| 12 czerwca 1927 | Gimnasia y Esgrima La Plata – Boca Juniors 0:2 Roberto Cherro, Alfredo Garasini             |
| 12 czerwca 1927 | CA Tigre – Quilmes Athletic Buenos Aires 3:3                                                |
| 12 czerwca 1927 | San Isidro Buenos Aires – CS Palermo 0:2                                                    |
| 12 czerwca 1927 | CA Platense – CA Estudiantes 1:0                                                            |
| 12 czerwca 1927 | Porteño Buenos Aires – Liberal Argentino Buenos Aires 2:0                                   |
| 12 czerwca 1927 | San Lorenzo de Almagro – CA Banfield 3:1 Pedro de Sarrasqueta (2), Juan Maglio – ?          |
| 12 czerwca 1927 | CA Vélez Sarsfield – Argentino del Sud Buenos Aires 3:2                                     |
| 12 czerwca 1927 | Racing Club de Avellaneda – Atlanta Buenos Aires 4:0                                        |
| 12 czerwca 1927 | Sportivo Buenos Aires – Estudiantes La Plata 2:1                                            |
| 12 czerwca 1927 | Argentino de CA Argentino de Quilmes – San Fernando Buenos Aires 2:1 L. Rimassa, J. Bru – ? |
| 12 czerwca 1927 | River Plate – CA Huracán 3:2 Fernández, Peniche, Nóbile s – ?, ?                            |
| 12 czerwca 1927 | Almagro Buenos Aires – Excursionistas Buenos Aires 3:2                                      |

### Kolejka 14
| Data            | Mecz                                                                                       |
| --------------- | ------------------------------------------------------------------------------------------ |
| 19 czerwca 1927 | Excursionistas Buenos Aires – Sportivo Barracas Buenos Aires 1:3                           |
| 19 czerwca 1927 | CA Huracán – Almagro Buenos Aires 2:0                                                      |
| 19 czerwca 1927 | San Fernando Buenos Aires – River Plate 1:0                                                |
| 19 czerwca 1927 | Estudiantes La Plata – Argentino de CA Argentino de Quilmes 6:3                            |
| 19 czerwca 1927 | Atlanta Buenos Aires – Sportivo Buenos Aires 1:1                                           |
| 19 czerwca 1927 | Argentino del Sud Buenos Aires – Racing Club de Avellaneda 1:2                             |
| 19 czerwca 1927 | CA Banfield – CA Vélez Sarsfield 3:0                                                       |
| 19 czerwca 1927 | Liberal Argentino Buenos Aires – San Lorenzo de Almagro 2:2                                |
| 19 czerwca 1927 | CA Platense – Porteño Buenos Aires 2:1                                                     |
| 19 czerwca 1927 | CA Estudiantes – San Isidro Buenos Aires 2:2                                               |
| 19 czerwca 1927 | CS Palermo – CA Tigre 3:0                                                                  |
| 19 czerwca 1927 | Quilmes Athletic Buenos Aires – Gimnasia y Esgrima La Plata 3:0                            |
| 19 czerwca 1927 | Boca Juniors – Chacarita Juniors 3:0 Domingo Tarasconi k, Alfredo Garasini, Roberto Cherro |
| 19 czerwca 1927 | Independiente – Club Atlético Lanús 2:1                                                    |
| 19 czerwca 1927 | Estudiantil Porteño Buenos Aires – Talleres Remedios de Escalada 1:3                       |
| 19 czerwca 1927 | Barracas Central Buenos Aires – Argentinos Juniors 1:0                                     |
| 19 czerwca 1927 | Ferro Carril Oeste – Defensores de Belgrano Buenos Aires 2:1                               |

### Kolejka 15
| Data            | Mecz                                                                          |
| --------------- | ----------------------------------------------------------------------------- |
| 26 czerwca 1927 | Sportivo Barracas Buenos Aires – Ferro Carril Oeste 1:1                       |
| 26 czerwca 1927 | Defensores de Belgrano Buenos Aires – Barracas Central Buenos Aires 0:0       |
| 26 czerwca 1927 | Argentinos Juniors – Estudiantil Porteño Buenos Aires 3:1                     |
| 26 czerwca 1927 | Talleres Remedios de Escalada – Independiente 0:2                             |
| 26 czerwca 1927 | Club Atlético Lanús – Boca Juniors 2:1 Saruppo, Salvia – Mario Evaristo       |
| 26 czerwca 1927 | Chacarita Juniors – Quilmes Athletic Buenos Aires 3:3                         |
| 26 czerwca 1927 | Gimnasia y Esgrima La Plata – CS Palermo 1:2                                  |
| 26 czerwca 1927 | CA Tigre – CA Estudiantes 1:0                                                 |
| 26 czerwca 1927 | San Isidro Buenos Aires – Porteño Buenos Aires 3:1                            |
| 26 czerwca 1927 | San Lorenzo de Almagro – CA Platense 3:0 Alfredo Carricaberry (2), Luis Monti |
| 26 czerwca 1927 | CA Vélez Sarsfield – Liberal Argentino Buenos Aires 1:4                       |
| 26 czerwca 1927 | Racing Club de Avellaneda – CA Banfield 2:1                                   |
| 26 czerwca 1927 | Sportivo Buenos Aires – Argentino del Sud Buenos Aires 5:1                    |
| 26 czerwca 1927 | Argentino de CA Argentino de Quilmes – Atlanta Buenos Aires 2:2               |
| 26 czerwca 1927 | River Plate – Estudiantes La Plata 0:3                                        |
| 26 czerwca 1927 | Almagro Buenos Aires – San Fernando Buenos Aires 0:0                          |
| 26 czerwca 1927 | Excursionistas Buenos Aires – CA Huracán 1:0                                  |

### Kolejka 16
| Data         | Mecz |
| ------------ | --- |
| 3 lipca 1927 | CA Huracán – Sportivo Barracas Buenos Aires 2:0                                                                   |
| 3 lipca 1927 | San Fernando Buenos Aires – Excursionistas Buenos Aires 5:0                                                       |
| 3 lipca 1927 | Estudiantes La Plata – Almagro Buenos Aires 4:1                                                                   |
| 3 lipca 1927 | Atlanta Buenos Aires – River Plate 0:1 Clarke                                                                     |
| 3 lipca 1927 | Argentino del Sud Buenos Aires – Argentino de CA Argentino de Quilmes 2:1                                         |
| 3 lipca 1927 | CA Banfield – Sportivo Buenos Aires 1:1                                                                           |
| 3 lipca 1927 | Liberal Argentino Buenos Aires – Racing Club de Avellaneda 0:1                                                    |
| 3 lipca 1927 | CA Platense – CA Vélez Sarsfield 2:0                                                                              |
| 3 lipca 1927 | San Isidro Buenos Aires – San Lorenzo de Almagro 0:5 Pedro de Sarrasqueta (2), Alfio Foresto (2), Lindolfo Acosta |
| 3 lipca 1927 | Porteño Buenos Aires – CA Tigre 0:1                                                                               |
| 3 lipca 1927 | CA Estudiantes – Gimnasia y Esgrima La Plata 0:0                                                                  |
| 3 lipca 1927 | CS Palermo – Chacarita Juniors 0:0                                                                                |
| 3 lipca 1927 | Quilmes Athletic Buenos Aires – Club Atlético Lanús 2:2                                                           |
| 3 lipca 1927 | Boca Juniors – Talleres Remedios de Escalada 2:1 Mario Evaristo, Roberto Cherro – Zubizarreta k                   |
| 3 lipca 1927 | Independiente – Argentinos Juniors 5:3                                                                            |
| 3 lipca 1927 | Estudiantil Porteño Buenos Aires – Defensores de Belgrano Buenos Aires 1:0                                        |
| 3 lipca 1927 | Barracas Central Buenos Aires – Ferro Carril Oeste 1:2                                                            |

### Kolejka 17
| Data          | Mecz |
| ------------- | --- |
| 17 lipca 1927 | Sportivo Barracas Buenos Aires – Barracas Central Buenos Aires 3:2                                      |
| 17 lipca 1927 | Ferro Carril Oeste – Estudiantil Porteño Buenos Aires 1:0                                               |
| 17 lipca 1927 | Defensores de Belgrano Buenos Aires – Independiente 0:0                                                 |
| 17 lipca 1927 | Argentinos Juniors – Boca Juniors 1:0 Vivaldo                                                           |
| 17 lipca 1927 | Talleres Remedios de Escalada – Quilmes Athletic Buenos Aires 0:1                                       |
| 17 lipca 1927 | Club Atlético Lanús – CS Palermo 3:0                                                                    |
| 17 lipca 1927 | Chacarita Juniors – CA Estudiantes 1:1                                                                  |
| 17 lipca 1927 | Gimnasia y Esgrima La Plata – Porteño Buenos Aires 5:1                                                  |
| 17 lipca 1927 | CA Tigre – San Lorenzo de Almagro 2:4 ?, ? – Luis Monti (2), Alfredo Carricaberry, Pedro de Sarrasqueta |
| 17 lipca 1927 | CA Vélez Sarsfield – San Isidro Buenos Aires 3:1                                                        |
| 17 lipca 1927 | Racing Club de Avellaneda – CA Platense 1:3                                                             |
| 17 lipca 1927 | Sportivo Buenos Aires – Liberal Argentino Buenos Aires 2:1                                              |
| 17 lipca 1927 | Argentino de CA Argentino de Quilmes – CA Banfield 1:1                                                  |
| 17 lipca 1927 | River Plate – Argentino del Sud Buenos Aires 4:0 Clarke (2), Peniche, Granara Costa                     |
| 17 lipca 1927 | Almagro Buenos Aires – Atlanta Buenos Aires 2:0                                                         |
| 17 lipca 1927 | Excursionistas Buenos Aires – Estudiantes La Plata 1:0                                                  |
| 17 lipca 1927 | CA Huracán – San Fernando Buenos Aires 0:1                                                              |

### Kolejka 18
| Data             | Mecz |
| ---------------- | --- |
| 24 lipca 1927    | Sportivo Barracas Buenos Aires – San Fernando Buenos Aires 0:0                                           |
| 24 lipca 1927    | Atlanta Buenos Aires – Excursionistas Buenos Aires 3:1 mecz przerwany – punkty przyznano klubowi Atlanta |
| 24 lipca 1927    | Argentino del Sud Buenos Aires – Almagro Buenos Aires 1:2                                                |
| 24 lipca 1927    | CA Banfield – River Plate 1:2                                                                            |
| 24 lipca 1927    | Liberal Argentino Buenos Aires – Argentino de CA Argentino de Quilmes 1:1                                |
| 24 lipca 1927    | CA Platense – Sportivo Buenos Aires 1:1                                                                  |
| 24 lipca 1927    | San Isidro Buenos Aires – Racing Club de Avellaneda 0:1                                                  |
| 24 lipca 1927    | CA Tigre – CA Vélez Sarsfield 3:2                                                                        |
| 24 lipca 1927    | Porteño Buenos Aires – Chacarita Juniors 0:3                                                             |
| 24 lipca 1927    | CA Estudiantes – Club Atlético Lanús 0:1                                                                 |
| 24 lipca 1927    | CS Palermo – Talleres Remedios de Escalada 3:2                                                           |
| 24 lipca 1927    | Quilmes Athletic Buenos Aires – Argentinos Juniors 3:1                                                   |
| 24 lipca 1927    | Boca Juniors – Defensores de Belgrano Buenos Aires 1:0 Domingo Tarasconi                                 |
| 24 lipca 1927    | Independiente – Ferro Carril Oeste 0:1                                                                   |
| 24 lipca 1927    | Estudiantil Porteño Buenos Aires – Barracas Central Buenos Aires 3:1                                     |
| 25 grudnia 1927  | Estudiantes La Plata – CA Huracán 2:1 mecz przerwany – dokończony 22 stycznia 1928 roku                  |
| 22 stycznia 1928 | Estudiantes La Plata – CA Huracán 5:1 dokończenie meczu z 25 grudnia 1927 roku                           |
| 5 lutego 1928    | San Lorenzo de Almagro – Gimnasia y Esgrima La Plata 5:2                                                 |

### Kolejka 19
| Data            | Mecz                                                                                               |
| --------------- | -------------------------------------------------------------------------------------------------- |
| 31 lipca 1927   | Estudiantil Porteño Buenos Aires – Sportivo Barracas Buenos Aires 0:1                              |
| 31 lipca 1927   | Barracas Central Buenos Aires – Independiente 1:0 mecz przerwany – dokończony 8 stycznia 1928 roku |
| 31 lipca 1927   | Argentinos Juniors – CS Palermo 1:1                                                                |
| 31 lipca 1927   | Talleres Remedios de Escalada – CA Estudiantes 2:1                                                 |
| 31 lipca 1927   | Club Atlético Lanús – Porteño Buenos Aires 4:0                                                     |
| 31 lipca 1927   | Chacarita Juniors – San Lorenzo de Almagro 1:1 ? – Juan Maglio                                     |
| 31 lipca 1927   | Gimnasia y Esgrima La Plata – CA Vélez Sarsfield 2:2                                               |
| 31 lipca 1927   | Racing Club de Avellaneda – CA Tigre 4:0                                                           |
| 31 lipca 1927   | Sportivo Buenos Aires – San Isidro Buenos Aires 0:2                                                |
| 31 lipca 1927   | Argentino de CA Argentino de Quilmes – CA Platense 2:1 J. Bru, Alfredo Trujillo – ?                |
| 31 lipca 1927   | River Plate – Liberal Argentino Buenos Aires 4:1 Peniche (2), Gondar, Juan C. Iribarren – ?        |
| 31 lipca 1927   | Almagro Buenos Aires – CA Banfield 4:1                                                             |
| 31 lipca 1927   | Excursionistas Buenos Aires – Argentino del Sud Buenos Aires 6:3                                   |
| 31 lipca 1927   | CA Huracán – Atlanta Buenos Aires 0:0                                                              |
| 31 lipca 1927   | San Fernando Buenos Aires – Estudiantes La Plata 2:2                                               |
| 11 grudnia 1927 | Ferro Carril Oeste – Boca Juniors 0:3 Domingo Tarasconi (3)                                        |
| 1 stycznia 1928 | Defensores de Belgrano Buenos Aires – Quilmes Athletic Buenos Aires 3:1                            |
| 8 stycznia 1928 | Barracas Central Buenos Aires – Independiente 1:0 dokończenie meczu z 31 lipca 1927 roku           |

### Kolejka 20
| Data             | Mecz                                                                                                   |
| ---------------- | --- |
| 7 sierpnia 1927  | Sportivo Barracas Buenos Aires – Estudiantes La Plata 1:1                                              |
| 7 sierpnia 1927  | Atlanta Buenos Aires – San Fernando Buenos Aires 0:1                                                   |
| 7 sierpnia 1927  | Argentino del Sud Buenos Aires – CA Huracán 2:2                                                        |
| 7 sierpnia 1927  | CA Banfield – Excursionistas Buenos Aires 4:1                                                          |
| 7 sierpnia 1927  | Liberal Argentino Buenos Aires – Almagro Buenos Aires 3:1                                              |
| 7 sierpnia 1927  | CA Platense – River Plate 0:2 Clarke, Gondar                                                           |
| 7 sierpnia 1927  | San Isidro Buenos Aires – Argentino de CA Argentino de Quilmes 0:1 A. Trujillo                         |
| 7 sierpnia 1927  | CA Tigre – Sportivo Buenos Aires 0:1                                                                   |
| 7 sierpnia 1927  | Gimnasia y Esgrima La Plata – Racing Club de Avellaneda 1:1                                            |
| 7 sierpnia 1927  | CA Vélez Sarsfield – Chacarita Juniors 3:2                                                             |
| 7 sierpnia 1927  | San Lorenzo de Almagro – Club Atlético Lanús 3:0 Juan Maglio, Alfredo Carricaberry, Alfio Foresto      |
| 7 sierpnia 1927  | Porteño Buenos Aires – Talleres Remedios de Escalada 0:1                                               |
| 7 sierpnia 1927  | CA Estudiantes – Argentinos Juniors 1:1                                                                |
| 7 sierpnia 1927  | CS Palermo – Defensores de Belgrano Buenos Aires 1:0                                                   |
| 7 sierpnia 1927  | Quilmes Athletic Buenos Aires – Ferro Carril Oeste 0:1                                                 |
| 7 sierpnia 1927  | Boca Juniors – Barracas Central Buenos Aires 4:0 Esteban Kuko, Domingo Tarasconi (2), Andrés Craviotto |
| 22 stycznia 1928 | Independiente – Estudiantil Porteño Buenos Aires 4:3                                                   |

### Kolejka 21
| Data             | Mecz                                                                           |
| ---------------- | ------------------------------------------------------------------------------ |
| 14 sierpnia 1927 | Independiente – Sportivo Barracas Buenos Aires 1:2                             |
| 14 sierpnia 1927 | Estudiantil Porteño Buenos Aires – Boca Juniors 1:1 Martínez – Antonio Cerroti |
| 14 sierpnia 1927 | Ferro Carril Oeste – CS Palermo 3:0                                            |
| 14 sierpnia 1927 | Defensores de Belgrano Buenos Aires – CA Estudiantes 1:0                       |
| 14 sierpnia 1927 | Argentinos Juniors – Porteño Buenos Aires 4:0                                  |
| 14 sierpnia 1927 | Talleres Remedios de Escalada – San Lorenzo de Almagro 0:0                     |
| 14 sierpnia 1927 | Argentino de CA Argentino de Quilmes – CA Tigre 6:1                            |
| 14 sierpnia 1927 | River Plate – San Isidro Buenos Aires 2:1 Taramasso, Peniche – ?               |
| 14 sierpnia 1927 | Almagro Buenos Aires – CA Platense 1:1                                         |
| 14 sierpnia 1927 | Excursionistas Buenos Aires – Liberal Argentino Buenos Aires 1:0               |
| 14 sierpnia 1927 | CA Huracán – CA Banfield 2:0                                                   |
| 14 sierpnia 1927 | San Fernando Buenos Aires – Argentino del Sud Buenos Aires 2:0                 |
| 14 sierpnia 1927 | Estudiantes La Plata – Atlanta Buenos Aires 0:1                                |
| 11 grudnia 1927  | Sportivo Buenos Aires – Gimnasia y Esgrima La Plata 2:0                        |
| 18 grudnia 1927  | Club Atlético Lanús – CA Vélez Sarsfield 2:0                                   |
| 24 grudnia 1927  | Chacarita Juniors – Racing Club de Avellaneda 3:4                              |
| 25 grudnia 1927  | Barracas Central Buenos Aires – Quilmes Athletic Buenos Aires 2:2              |

### Kolejka 22
| Data             | Mecz                                                                               |
| ---------------- | ---------------------------------------------------------------------------------- |
| 21 sierpnia 1927 | Sportivo Barracas Buenos Aires – Atlanta Buenos Aires 3:0                          |
| 21 sierpnia 1927 | Argentino del Sud Buenos Aires – Estudiantes La Plata 2:2                          |
| 21 sierpnia 1927 | Estudiantes La Plata – San Fernando Buenos Aires 1:3                               |
| 21 sierpnia 1927 | Liberal Argentino Buenos Aires – CA Huracán 1:3                                    |
| 21 sierpnia 1927 | CA Platense – Excursionistas Buenos Aires 3:1                                      |
| 21 sierpnia 1927 | San Isidro Buenos Aires – Almagro Buenos Aires 1:1                                 |
| 21 sierpnia 1927 | CA Tigre – River Plate walkower dla Tigre klub River Plate wycofał się             |
| 21 sierpnia 1927 | Gimnasia y Esgrima La Plata – Argentino de CA Argentino de Quilmes 0:1 S. Bacchi s |
| 21 sierpnia 1927 | Chacarita Juniors – Sportivo Buenos Aires 2:1                                      |
| 21 sierpnia 1927 | CA Vélez Sarsfield – Talleres Remedios de Escalada 1:0                             |
| 21 sierpnia 1927 | San Lorenzo de Almagro – Argentinos Juniors 2:0 Alfredo Larmeu, Juan Maglio        |
| 21 sierpnia 1927 | Porteño Buenos Aires – Defensores de Belgrano Buenos Aires 2:2                     |
| 21 sierpnia 1927 | CA Estudiantes – Ferro Carril Oeste 0:1                                            |
| 21 sierpnia 1927 | CS Palermo – Barracas Central Buenos Aires 1:0                                     |
| 21 sierpnia 1927 | Quilmes Athletic Buenos Aires – Estudiantil Porteño Buenos Aires 3:1               |
| 21 sierpnia 1927 | Boca Juniors – Independiente 3:0 Esteban Kuko (2), Andrés Craviotto                |
| 31 grudnia 1927  | Racing Club de Avellaneda – Club Atlético Lanús 3:1                                |

### Kolejka 23
| Data            | Mecz |
| --------------- | --- |
| 4 września 1927 | Boca Juniors – Sportivo Barracas Buenos Aires 4:3 Andrés Craviotto, Domingo Tarasconi (3, 2k) – Landolfi (2), Cruz  |
| 4 września 1927 | Independiente – Quilmes Athletic Buenos Aires 2:0                                                                   |
| 4 września 1927 | Estudiantil Porteño Buenos Aires – CS Palermo 1:2                                                                   |
| 4 września 1927 | Barracas Central Buenos Aires – CA Estudiantes 5:1                                                                  |
| 4 września 1927 | Ferro Carril Oeste – Porteño Buenos Aires 6:4                                                                       |
| 4 września 1927 | Defensores de Belgrano Buenos Aires – San Lorenzo de Almagro 1:3 ? – Alfredo Carricaberry, Diego García, Luis Monti |
| 4 września 1927 | Argentinos Juniors – CA Vélez Sarsfield 2:4                                                                         |
| 4 września 1927 | Talleres Remedios de Escalada – Racing Club de Avellaneda 1:5                                                       |
| 4 września 1927 | Club Atlético Lanús – Sportivo Buenos Aires 2:1                                                                     |
| 4 września 1927 | River Plate – Gimnasia y Esgrima La Plata 2:3 Granara Costa, Peniche – ?, ?                                         |
| 4 września 1927 | Almagro Buenos Aires – CA Tigre 1:2                                                                                 |
| 4 września 1927 | Excursionistas Buenos Aires – San Isidro Buenos Aires 1:1                                                           |
| 4 września 1927 | CA Huracán – CA Platense 1:1                                                                                        |
| 4 września 1927 | San Fernando Buenos Aires – Liberal Argentino Buenos Aires 2:2                                                      |
| 4 września 1927 | Estudiantes La Plata – CA Banfield 2:1                                                                              |
| 4 września 1927 | Atlanta Buenos Aires – Argentino del Sud Buenos Aires 1:3                                                           |
| 18 grudnia 1927 | Argentino de CA Argentino de Quilmes – Chacarita Juniors 3:0 C. R. González, S. Albella, A. Rodríguez               |

### Kolejka 24
| Data             | Mecz                                                                                       |
| ---------------- | ------------------------------------------------------------------------------------------ |
| 18 września 1927 | Sportivo Barracas Buenos Aires – Argentino del Sud Buenos Aires 5:1                        |
| 18 września 1927 | Liberal Argentino Buenos Aires – Estudiantes La Plata 3:1                                  |
| 18 września 1927 | CA Platense – San Fernando Buenos Aires 2:1                                                |
| 18 września 1927 | San Isidro Buenos Aires – CA Huracán 1:2                                                   |
| 18 września 1927 | CA Tigre – Excursionistas Buenos Aires 2:0                                                 |
| 18 września 1927 | Gimnasia y Esgrima La Plata – Almagro Buenos Aires 1:1 Morgada – Pertini                   |
| 18 września 1927 | Chacarita Juniors – River Plate 1:3 ? – Fernández, Gondar, Peniche                         |
| 18 września 1927 | Club Atlético Lanús – Argentino de CA Argentino de Quilmes 1:0                             |
| 18 września 1927 | Racing Club de Avellaneda – Argentinos Juniors 1:0                                         |
| 18 września 1927 | CA Vélez Sarsfield – Defensores de Belgrano Buenos Aires 0:1                               |
| 18 września 1927 | San Lorenzo de Almagro – Ferro Carril Oeste 3:2 Juan Maglio (2), Diego García – ?, ?       |
| 18 września 1927 | Porteño Buenos Aires – Barracas Central Buenos Aires 1:7                                   |
| 18 września 1927 | CA Estudiantes – Estudiantil Porteño Buenos Aires 1:0                                      |
| 18 września 1927 | CS Palermo – Independiente 1:0                                                             |
| 18 września 1927 | Quilmes Athletic Buenos Aires – Boca Juniors 1:2 Mandile – Esteban Kuko, Domingo Tarasconi |
| 29 stycznia 1928 | Sportivo Buenos Aires – Talleres Remedios de Escalada 0:2                                  |

### Kolejka 25
| Data             | Mecz |
| ---------------- | --- |
| 25 września 1927 | Estudiantes La Plata – CA Platense 3:2                                                                           |
| 8 grudnia 1927   | Quilmes Athletic Buenos Aires – Sportivo Barracas Buenos Aires 1:1                                               |
| 8 grudnia 1927   | Independiente – CA Estudiantes 1:1                                                                               |
| 8 grudnia 1927   | Ferro Carril Oeste – CA Vélez Sarsfield 1:0                                                                      |
| 8 grudnia 1927   | Defensores de Belgrano Buenos Aires – Racing Club de Avellaneda 0:1                                              |
| 8 grudnia 1927   | Argentinos Juniors – Sportivo Buenos Aires 1:1                                                                   |
| 8 grudnia 1927   | River Plate – Club Atlético Lanús 2:1 Fernández, Vicente Locasso – ?                                             |
| 8 grudnia 1927   | Excursionistas Buenos Aires – Gimnasia y Esgrima La Plata 3:0                                                    |
| 8 grudnia 1927   | CA Huracán – CA Tigre 2:0                                                                                        |
| 8 grudnia 1927   | San Fernando Buenos Aires – San Isidro Buenos Aires 1:1                                                          |
| 8 grudnia 1927   | Argentino del Sud Buenos Aires – CA Banfield 0:0                                                                 |
| 24 grudnia 1927  | Atlanta Buenos Aires – Liberal Argentino Buenos Aires 0:2                                                        |
| 25 grudnia 1927  | Boca Juniors – CS Palermo 2:1 Domingo Tarasconi (2) – Pieri                                                      |
| 8 stycznia 1928  | Almagro Buenos Aires – Chacarita Juniors 1:1                                                                     |
| 12 lutego 1928   | Barracas Central Buenos Aires – San Lorenzo de Almagro 1:3 ? – Diego García, Pedro de Sarrasqueta, Enrique Monti |

### Kolejka 26
| Data                 | Mecz                                                                                              |
| -------------------- | ------------------------------------------------------------------------------------------------- |
| 16 października 1927 | Sportivo Barracas Buenos Aires – CA Banfield 1:2                                                  |
| 16 października 1927 | Liberal Argentino Buenos Aires – Argentino del Sud Buenos Aires 2:0                               |
| 16 października 1927 | CA Platense – Atlanta Buenos Aires 2:0                                                            |
| 16 października 1927 | San Isidro Buenos Aires – Estudiantes La Plata 1:2                                                |
| 16 października 1927 | CA Tigre – San Fernando Buenos Aires 1:4                                                          |
| 16 października 1927 | Chacarita Juniors – Excursionistas Buenos Aires 2:1                                               |
| 16 października 1927 | Argentino de CA Argentino de Quilmes – Argentinos Juniors 2:2                                     |
| 16 października 1927 | Sportivo Buenos Aires – Defensores de Belgrano Buenos Aires 2:1                                   |
| 16 października 1927 | Racing Club de Avellaneda – Ferro Carril Oeste 1:1                                                |
| 16 października 1927 | CA Vélez Sarsfield – Barracas Central Buenos Aires 1:2                                            |
| 16 października 1927 | Porteño Buenos Aires – Independiente 2:3                                                          |
| 16 października 1927 | CA Estudiantes – Boca Juniors 0:1 Andrés Craviotto                                                |
| 16 października 1927 | CS Palermo – Quilmes Athletic Buenos Aires 0:0                                                    |
| 18 grudnia 1927      | Talleres Remedios de Escalada – River Plate 2:1                                                   |
| 18 grudnia 1927      | San Lorenzo de Almagro – Estudiantil Porteño Buenos Aires 2:0 Enrique Monti, Alfredo Carricaberry |
| 31 grudnia 1927      | Gimnasia y Esgrima La Plata – CA Huracán 0:4 mecz przerwany – nie został dokończony               |

### Kolejka 27
| Data                 | Mecz                                                                                                   |
| -------------------- | --- |
| 23 października 1927 | CS Palermo – Sportivo Barracas Buenos Aires 0:2                                                        |
| 23 października 1927 | Quilmes Athletic Buenos Aires – CA Estudiantes 2:1                                                     |
| 23 października 1927 | Boca Juniors – Porteño Buenos Aires 3:0 Domingo Tarasconi (3)                                          |
| 23 października 1927 | Estudiantil Porteño Buenos Aires – CA Vélez Sarsfield 2:2                                              |
| 23 października 1927 | Barracas Central Buenos Aires – Racing Club de Avellaneda 3:2                                          |
| 23 października 1927 | Ferro Carril Oeste – Sportivo Buenos Aires 2:1                                                         |
| 23 października 1927 | Defensores de Belgrano Buenos Aires – Argentino de CA Argentino de Quilmes 0:2 E. Goycochea, P. Maseda |
| 23 października 1927 | Argentinos Juniors – River Plate 1:1 ? – Vicente Locasso                                               |
| 23 października 1927 | Excursionistas Buenos Aires – Club Atlético Lanús 1:2                                                  |
| 23 października 1927 | CA Huracán – Chacarita Juniors 3:1                                                                     |
| 23 października 1927 | San Fernando Buenos Aires – Gimnasia y Esgrima La Plata 2:1                                            |
| 23 października 1927 | Estudiantes La Plata – CA Tigre 4:0                                                                    |
| 23 października 1927 | Argentino del Sud Buenos Aires – CA Platense 2:2                                                       |
| 23 października 1927 | CA Banfield – Liberal Argentino Buenos Aires 1:0                                                       |
| 18 grudnia 1927      | Atlanta Buenos Aires – San Isidro Buenos Aires 0:0                                                     |
| 24 grudnia 1927      | Independiente – San Lorenzo de Almagro 2:2                                                             |
| 25 grudnia 1927      | Almagro Buenos Aires – Talleres Remedios de Escalada 2:0                                               |

### Kolejka 28
| Data                 | Mecz                                                                              |
| -------------------- | --------------------------------------------------------------------------------- |
| 30 października 1927 | Sportivo Barracas Buenos Aires – Liberal Argentino Buenos Aires 2:1               |
| 30 października 1927 | CA Platense – CA Banfield 2:1                                                     |
| 30 października 1927 | San Isidro Buenos Aires – Argentino del Sud Buenos Aires 2:4                      |
| 30 października 1927 | CA Tigre – Atlanta Buenos Aires 3:1                                               |
| 30 października 1927 | Chacarita Juniors – San Fernando Buenos Aires 1:1                                 |
| 30 października 1927 | Club Atlético Lanús – CA Huracán 2:1                                              |
| 30 października 1927 | Argentinos Juniors – Almagro Buenos Aires 1:1                                     |
| 30 października 1927 | River Plate – Defensores de Belgrano Buenos Aires 2:0 Taboada, Peniche            |
| 30 października 1927 | Argentino de CA Argentino de Quilmes – Ferro Carril Oeste 1:2                     |
| 30 października 1927 | Sportivo Buenos Aires – Barracas Central Buenos Aires 3:2                         |
| 30 października 1927 | Racing Club de Avellaneda – Estudiantil Porteño Buenos Aires 3:1                  |
| 30 października 1927 | CA Vélez Sarsfield – Independiente 0:1                                            |
| 30 października 1927 | Porteño Buenos Aires – Quilmes Athletic Buenos Aires 1:2                          |
| 30 października 1927 | CA Estudiantes – CS Palermo 0:0                                                   |
| 18 grudnia 1927      | Gimnasia y Esgrima La Plata – Estudiantes La Plata 0:3                            |
| 31 grudnia 1927      | Talleres Remedios de Escalada – Excursionistas Buenos Aires 1:1                   |
| 31 grudnia 1927      | San Lorenzo de Almagro – Boca Juniors 1:2 Maglio – Julio Bisio, Domingo Tarasconi |

### Kolejka 29
| Data             | Mecz                                                                                             |
| ---------------- | ------------------------------------------------------------------------------------------------ |
| 6 listopada 1927 | CA Estudiantes – Sportivo Barracas Buenos Aires 1:3                                              |
| 6 listopada 1927 | Boca Juniors – CA Vélez Sarsfield 5:0 Domingo Tarasconi (2, 1k), Roberto Cherro, Julio Bisio (2) |
| 6 listopada 1927 | Estudiantil Porteño Buenos Aires – Sportivo Buenos Aires 4:0                                     |
| 6 listopada 1927 | Barracas Central Buenos Aires – Argentino de CA Argentino de Quilmes 0:0                         |
| 6 listopada 1927 | Ferro Carril Oeste – River Plate 2:4 ?, ? – Fernández (2), Gondar, Taboada                       |
| 6 listopada 1927 | Defensores de Belgrano Buenos Aires – Almagro Buenos Aires 2:1                                   |
| 6 listopada 1927 | Excursionistas Buenos Aires – Argentinos Juniors 1:3                                             |
| 6 listopada 1927 | CA Huracán – Talleres Remedios de Escalada 3:0                                                   |
| 6 listopada 1927 | San Fernando Buenos Aires – Club Atlético Lanús 1:1                                              |
| 6 listopada 1927 | Estudiantes La Plata – Chacarita Juniors 3:2                                                     |
| 6 listopada 1927 | Atlanta Buenos Aires – Gimnasia y Esgrima La Plata 1:0                                           |
| 6 listopada 1927 | Argentino del Sud Buenos Aires – CA Tigre 2:1                                                    |
| 6 listopada 1927 | CA Banfield – San Isidro Buenos Aires 6:0                                                        |
| 6 listopada 1927 | Liberal Argentino Buenos Aires – CA Platense 3:2                                                 |
| 18 grudnia 1927  | Independiente – Racing Club de Avellaneda 7:4                                                    |
| 8 stycznia 1928  | Quilmes Athletic Buenos Aires – San Lorenzo de Almagro 3:2                                       |
| 8 stycznia 1928  | CS Palermo – Porteño Buenos Aires 3:0                                                            |

### Kolejka 30
| Data              | Mecz                                                                                        |
| ----------------- | ------------------------------------------------------------------------------------------- |
| 13 listopada 1927 | Sportivo Barracas Buenos Aires – CA Platense 3:0                                            |
| 13 listopada 1927 | San Isidro Buenos Aires – Liberal Argentino Buenos Aires 3:1                                |
| 13 listopada 1927 | CA Tigre – CA Banfield 4:3                                                                  |
| 13 listopada 1927 | Gimnasia y Esgrima La Plata – Argentino del Sud Buenos Aires 2:1                            |
| 13 listopada 1927 | Chacarita Juniors – Atlanta Buenos Aires 2:0                                                |
| 13 listopada 1927 | Club Atlético Lanús – Estudiantes La Plata 1:1                                              |
| 13 listopada 1927 | Argentinos Juniors – CA Huracán 0:0                                                         |
| 13 listopada 1927 | Defensores de Belgrano Buenos Aires – Excursionistas Buenos Aires 1:3                       |
| 13 listopada 1927 | Almagro Buenos Aires – Ferro Carril Oeste 0:2                                               |
| 13 listopada 1927 | River Plate – Barracas Central Buenos Aires 1:1 Cacopardo – ?                               |
| 13 listopada 1927 | Argentino de CA Argentino de Quilmes – Estudiantil Porteño Buenos Aires 2:3                 |
| 13 listopada 1927 | Sportivo Buenos Aires – Independiente 1:2                                                   |
| 13 listopada 1927 | Racing Club de Avellaneda – Boca Juniors 1:2 Barañano k – Domingo Tarasconi, Roberto Cherro |
| 13 listopada 1927 | CA Vélez Sarsfield – Quilmes Athletic Buenos Aires 3:1                                      |
| 13 listopada 1927 | Porteño Buenos Aires – CA Estudiantes 1:1                                                   |
| 15 stycznia 1928  | San Lorenzo de Almagro – CS Palermo 3:1 Alfredo Carricaberry (2), Juan Maglio – ?           |
| 22 stycznia 1928  | Talleres Remedios de Escalada – San Fernando Buenos Aires 2:0                               |

### Kolejka 31
| Data              | Mecz                                                                                               |
| ----------------- | -------------------------------------------------------------------------------------------------- |
| 20 listopada 1927 | Ferro Carril Oeste – Excursionistas Buenos Aires 6:1                                               |
| 11 grudnia 1927   | CS Palermo – CA Vélez Sarsfield 2:1                                                                |
| 11 grudnia 1927   | Quilmes Athletic Buenos Aires – Racing Club de Avellaneda 1:1                                      |
| 11 grudnia 1927   | Estudiantil Porteño Buenos Aires – River Plate 2:4 ?, ? – Fernández (2), Granara Costa, Taboada    |
| 11 grudnia 1927   | CA Huracán – Defensores de Belgrano Buenos Aires 3:0                                               |
| 11 grudnia 1927   | San Fernando Buenos Aires – Argentinos Juniors 1:0                                                 |
| 11 grudnia 1927   | Argentino del Sud Buenos Aires – Chacarita Juniors 1:1                                             |
| 11 grudnia 1927   | Liberal Argentino Buenos Aires – CA Tigre 3:2                                                      |
| 11 grudnia 1927   | CA Platense – San Isidro Buenos Aires 2:0                                                          |
| 18 grudnia 1927   | Boca Juniors – Sportivo Buenos Aires 2:0 Roberto Cherro, O. Viegas s                               |
| 25 grudnia 1927   | CA Banfield – Gimnasia y Esgrima La Plata 2:0                                                      |
| 1 stycznia 1928   | Independiente – Argentino de CA Argentino de Quilmes 3:0                                           |
| 15 stycznia 1928  | Estudiantes La Plata – Talleres Remedios de Escalada 2:2                                           |
| 22 stycznia 1928  | CA Estudiantes – San Lorenzo de Almagro 0:3 Pedro de Sarrasqueta, Alfredo Carricaberry, Luis Monti |

### Kolejka 32
| Data              | Mecz                                                                                      |
| ----------------- | ----------------------------------------------------------------------------------------- |
| 26 listopada 1927 | Argentino de CA Argentino de Quilmes – Boca Juniors 1:4 Goicochea – Domingo Tarasconi (4) |
| 27 listopada 1927 | Sportivo Barracas Buenos Aires – San Isidro Buenos Aires 7:0                              |
| 27 listopada 1927 | Gimnasia y Esgrima La Plata – Liberal Argentino Buenos Aires 2:2                          |
| 27 listopada 1927 | Chacarita Juniors – CA Banfield 2:2                                                       |
| 27 listopada 1927 | Argentinos Juniors – Estudiantes La Plata 0:0                                             |
| 27 listopada 1927 | Defensores de Belgrano Buenos Aires – San Fernando Buenos Aires 2:2                       |
| 27 listopada 1927 | Ferro Carril Oeste – CA Huracán 1:3                                                       |
| 27 listopada 1927 | River Plate – Independiente 0:2                                                           |
| 27 listopada 1927 | Sportivo Buenos Aires – Quilmes Athletic Buenos Aires 4:2                                 |
| 27 listopada 1927 | CA Vélez Sarsfield – CA Estudiantes 2:1                                                   |
| 18 grudnia 1927   | CA Tigre – CA Platense 2:0                                                                |
| 18 grudnia 1927   | Excursionistas Buenos Aires – Barracas Central Buenos Aires 2:2                           |
| 25 grudnia 1927   | Club Atlético Lanús – Argentino del Sud Buenos Aires 3:0                                  |
| 8 stycznia 1928   | Racing Club de Avellaneda – CS Palermo 1:2                                                |

### Kolejka 33
| Data             | Mecz |
| ---------------- | --- |
| 4 grudnia 1927   | Porteño Buenos Aires – CA Vélez Sarsfield 0:4                                                                     |
| 4 grudnia 1927   | CA Estudiantes – Racing Club de Avellaneda 1:0                                                                    |
| 4 grudnia 1927   | CS Palermo – Sportivo Buenos Aires 3:0                                                                            |
| 4 grudnia 1927   | Quilmes Athletic Buenos Aires – Argentino de Quilmes 2:3 Vázquez, Arrillaga – A. Trujillo (2), S. Abella          |
| 4 grudnia 1927   | Boca Juniors – River Plate 1:0 Roberto Cherro                                                                     |
| 4 grudnia 1927   | Excursionistas Buenos Aires – Estudiantil Porteño Buenos Aires 1:1 mecz przerwany – dokończony 5 lutego 1928 roku |
| 4 grudnia 1927   | Barracas Central Buenos Aires – CA Huracán 0:3                                                                    |
| 4 grudnia 1927   | San Fernando Buenos Aires – Ferro Carril Oeste 2:2                                                                |
| 4 grudnia 1927   | Estudiantes La Plata – Defensores de Belgrano Buenos Aires 4:0                                                    |
| 4 grudnia 1927   | CA Banfield – Club Atlético Lanús 0:0                                                                             |
| 4 grudnia 1927   | Liberal Argentino Buenos Aires – Chacarita Juniors 0:0                                                            |
| 4 grudnia 1927   | CA Platense – Gimnasia y Esgrima La Plata 2:2                                                                     |
| 4 grudnia 1927   | San Isidro Buenos Aires – CA Tigre 2:2                                                                            |
| 8 stycznia 1928  | Argentino del Sud Buenos Aires – Talleres Remedios de Escalada 2:1                                                |
| 15 stycznia 1928 | Independiente – Almagro Buenos Aires 4:0                                                                          |
| 29 stycznia 1928 | San Lorenzo de Almagro – Sportivo Barracas Buenos Aires 3:0 Juan Maglio, Diego García, Luis Monti                 |
| 5 lutego 1928    | Estudiantil Porteño Buenos Aires – Excursionistas Buenos Aires 1:1                                                |

### Końcowa tabela sezonu 1927
| Poz | Klub                                 | Mecze | Zw | Rem | Por | Pkt | BrZd | BrStr |
| --- | ------------------------------------ | ----- | -- | --- | --- | --- | ---- | ----- |
| 1   | San Lorenzo de Almagro               | 33    | 26 | 5   | 2   | 57  | 86   | 26    |
| 2   | Boca Juniors                         | 33    | 25 | 6   | 2   | 56  | 79   | 22    |
| 3   | Club Atlético Lanús                  | 33    | 22 | 6   | 5   | 50  | 52   | 25    |
| 4   | Ferro Carril Oeste                   | 33    | 19 | 9   | 5   | 47  | 58   | 36    |
| 5   | CA Huracán                           | 33    | 18 | 8   | 7   | 44  | 58   | 28    |
| 6   | Independiente                        | 33    | 20 | 4   | 9   | 44  | 65   | 39    |
| 7   | Racing Club de Avellaneda            | 33    | 18 | 5   | 10  | 41  | 66   | 42    |
| 8   | CS Palermo                           | 33    | 17 | 7   | 9   | 41  | 50   | 34    |
| 9   | Sportivo Barracas Buenos Aires       | 33    | 17 | 7   | 9   | 41  | 56   | 39    |
| 10  | River Plate                          | 33    | 17 | 6   | 10  | 40  | 53   | 35    |
| 11  | Estudiantes La Plata                 | 33    | 15 | 10  | 8   | 40  | 69   | 46    |
| 12  | Quilmes Athletic Buenos Aires        | 33    | 16 | 7   | 10  | 39  | 62   | 48    |
| 13  | Argentino de CA Argentino de Quilmes | 33    | 14 | 8   | 11  | 36  | 55   | 45    |
| 14  | CA Platense                          | 33    | 14 | 8   | 11  | 36  | 40   | 46    |
| 15  | Chacarita Juniors                    | 33    | 11 | 13  | 9   | 35  | 57   | 48    |
| 16  | San Fernando Buenos Aires            | 33    | 12 | 11  | 10  | 35  | 55   | 48    |
| 17  | CA Banfield                          | 33    | 13 | 6   | 14  | 32  | 45   | 47    |
| 18  | Argentinos Juniors                   | 33    | 11 | 10  | 12  | 32  | 38   | 40    |
| 19  | Barracas Central Buenos Aires        | 33    | 11 | 9   | 13  | 31  | 54   | 56    |
| 20  | Sportivo Buenos Aires                | 33    | 13 | 5   | 15  | 31  | 46   | 50    |
| 21  | Almagro Buenos Aires                 | 33    | 11 | 8   | 14  | 30  | 38   | 34    |
| 22  | Liberal Argentino Buenos Aires       | 33    | 9  | 9   | 15  | 27  | 40   | 47    |
| 23  | Talleres Remedios de Escalada        | 33    | 10 | 9   | 14  | 27  | 30   | 38    |
| 24  | CA Vélez Sarsfield                   | 33    | 11 | 5   | 17  | 27  | 42   | 62    |
| 25  | Gimnasia y Esgrima La Plata          | 33    | 8  | 9   | 16  | 25  | 40   | 57    |
| 26  | Argentino del Sud Buenos Aires       | 33    | 9  | 6   | 18  | 24  | 42   | 67    |
| 27  | Estudiantil Porteño Buenos Aires     | 33    | 9  | 5   | 19  | 23  | 43   | 62    |
| 28  | Excursionistas Buenos Aires          | 33    | 8  | 6   | 19  | 22  | 40   | 69    |
| 29  | Atlanta Buenos Aires                 | 33    | 8  | 6   | 19  | 22  | 28   | 50    |
| 30  | Defensores de Belgrano Buenos Aires  | 33    | 8  | 5   | 20  | 21  | 30   | 51    |
| 31  | CA Tigre                             | 33    | 9  | 3   | 21  | 21  | 35   | 76    |
| 32  | San Isidro Buenos Aires              | 33    | 6  | 8   | 19  | 20  | 39   | 80    |
| 33  | CA Estudiantes                       | 33    | 5  | 9   | 19  | 19  | 22   | 51    |
| 34  | Porteño Buenos Aires                 | 33    | 1  | 2   | 30  | 4   | 24   | 93    |

Wobec równej liczby punktów rozegrano mecze barażowe o 30 miejsce. Cztery ostatnie miejsca miały znaczenie, gdyż klub-założyciel Asociación Amateurs Argentina de Football spadał do drugiej ligi tylko wtedy, gdy znalazł się w ostatniej czwórce ligi dwa razy z rzędu.
| Data            | Mecz |
| --------------- | --- |
| 5 kwietnia 1928 | Defensores de Belgrano Buenos Aires – CA Tigre 1:1 mecz rozegrany został na stadionie klubu Sportivo Barracas |
| 8 kwietnia 1928 | Defensores de Belgrano Buenos Aires – CA Tigre 1:0 mecz rozegrany został na stadionie klubu Sportivo Barracas |